# پرلمان (دهانه)
پرلمان یک دهانه برخوردی در ماه‌ است.

## دهانه‌های اقماری
این دهانه ۲ دهانه اقماری دارد.
| Perelʹman | عرض جغرافیایی | طول جغرافیایی | قطر          |
| --------- | ------------- | ------------- | ------------ |
| S         | ۲۴.۳° S       | ۱۰۴.۴° E      | ۲۶.۰ کیلومتر |
| E         | ۲۳.۹° S       | ۱۰۷.۲° E      | ۲۸.۰ کیلومتر |